# Valhermoso
Valhermoso és un municipi de la província de Guadalajara, a la comunitat autònoma de Castella-La Manxa.

## Demografia
| 1900 | 1910 | 1950 | 1960 | 2002 | 2003 | 2005 |
| ---- | ---- | ---- | ---- | ---- | ---- | ---- |
| 305  | 355  | 243  | 263  | 42   | 44   | 38   |